# Gonanticlea deleta
Gonanticlea deleta là một loài bướm đêm trong họ Geometridae.